# Xã Crow Lake, Quận Jerauld, South Dakota
Xã Crow Lake (tiếng Anh: Crow Lake Township) là một xã thuộc quận Jerauld, tiểu bang Nam Dakota, Hoa Kỳ. Năm 2010, dân số của xã này là 54 người.